# Palazzo Duodo (Santa Croce)
Palazzo Duodo è un palazzo di Venezia, situato nel sestiere di Santa Croce e affacciato sul Canal Grande, in posizione adiacente a Ca' Tron e a pochi passi da San Stae.

## Storia

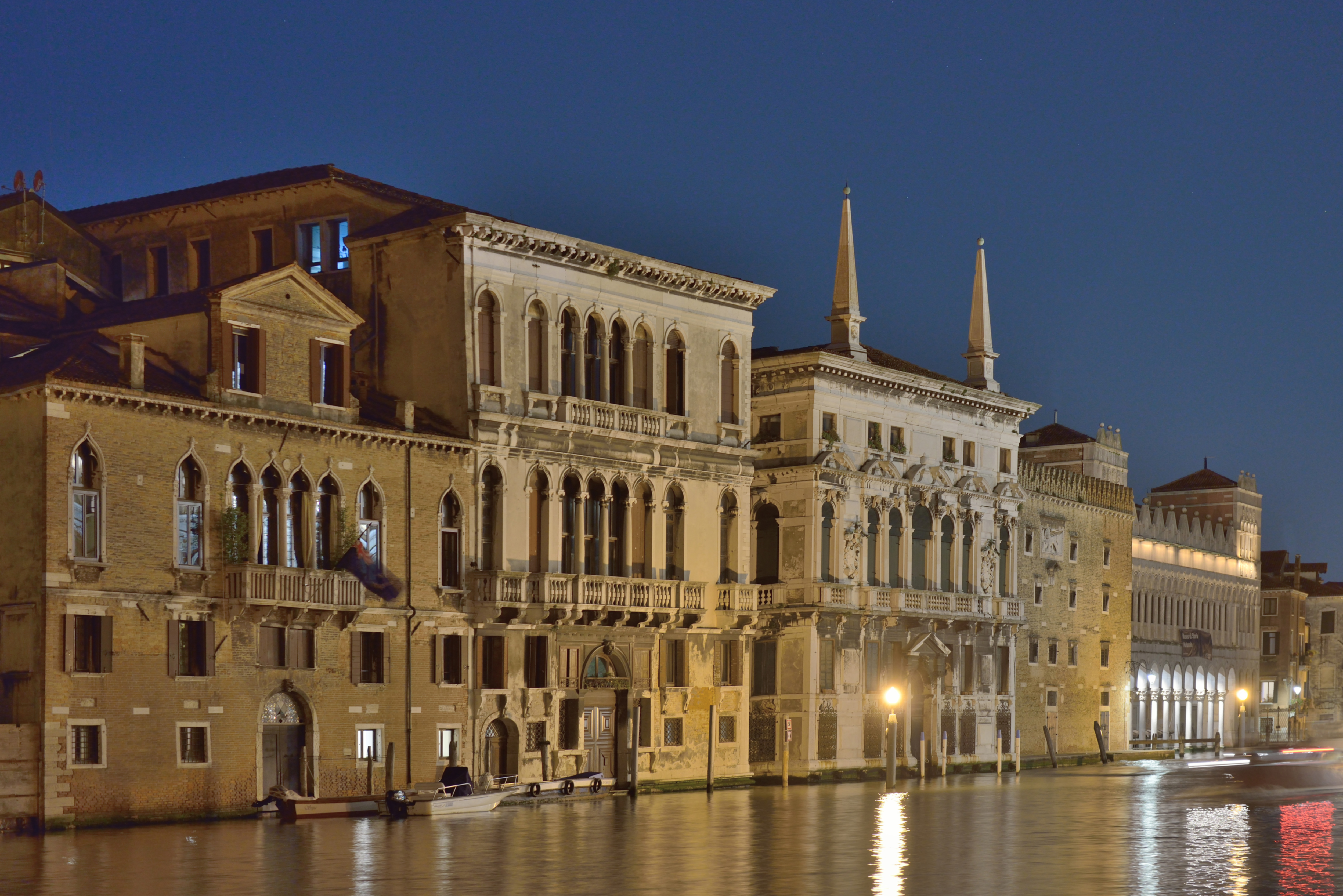
Palazzo Duodo in primo piano, accanto a Ca'Tron e Palazzo Belloni Batagia nel sestiere di Santa Croce sulla riva destra del Canal Grande a Venezia.

Il palazzo è una dimora gentilizia di antichissima fondazione, risalente a un periodo di tempo compreso tra la fine del XIV secolo e l'inizio del XV secolo. Nel secolo successivo fu rimaneggiato, mantenendo tuttavia le sue proporzioni. Palazzo Duodo deve il nome ai proprietari ottocenteschi, esponenti della famiglia Duodo. Successivamente, l'edificio passò alla famiglia dei Balbi Valier. Attualmente, restaurato più volte e in buono stato di conservazione, è ancora una residenza privata.

## Architettura
La facciata di Palazzo Duodo evidenzia i due livelli (con mezzanino) di cui si compone la struttura in stile gotico veneziano. Centralmente, sopra il sottile cornicione dentellato della vecchia struttura, un piccolo rialzo timpanato e aperto da due monofore è sicuramente di epoca successiva. La forometria dell'unico piano nobile ripete uno schema diffuso nelle facciate gotiche della città lagunare, con una coppia di monofore ogivali ai lati e una quadrifora balaustrata al centro. L'unico altro elemento gotico è l'antico portale d'acqua.